# Абрамчук Віталій Васильович
Віта́лій Васи́льович Абрамчу́к (нар. 12 травня 1983, м. Глухів, Сумська область, УРСР, СРСР — пом. 13 березня 2022, поблизу м. Щастя Луганської області (Україна)) — штаб-сержант Державної прикордонної служби України, учасник російсько-української війни, що загинув у ході російського вторгнення в Україну у 2022 році.

## Життєпис
Народився 12 травня 1983 року в м. Глухові на Сумщині. Після закінчення загальноосвітньої школи вступив до Глухівського державного педагогічного університету, який закінчив у 2006 році. У 2009 році був призваний до лав ДПСУ. Не один рік проходив службу в Сумському прикордонному загоні, а 2020 року був переведений до третього Луганського прикордонного загону імені Героя України полковника Євгенія Пікуса. Проходив службу на КПВВ «Щастя». Обіймав посаду інспектора прикордонної служби другої категорії 3-ї групи інспекторів. 13 березня 2022 року в ході відбиття російського вторгнення в Україну в складі зведеної бойової групи прикордонників брав участь у бою з російською піхотою на околицях села Стара Краснянка Кремінської міської територіальної громаді Сіверськодонецького району на Луганщині. Загинув унаслідок мінометного обстрілу — зазнав поранень, несумісних з життям. 17 березня 2022 року відбулося відспівування, а прощання — на Вознесенському кладовищі у Глухові. У березні 2023 року в приміщенні Глухівської міської ради рідним загиблого прикордонника Віталія Абрамчука вручили орден "За мужність" III ступеня.

## Родина
У загиблого залишилися дружина Наталія та донька Валерія, а також батьки Василь Олексійович й Галина Іванівна та сестра Світлана.

## Нагороди
- Орден «За мужність» III ступеня (2022, посмертно) — за особисту мужність і самовіддані дії, виявлені у захисті державного суверенітету та територіальної цілісності України, вірність військовій присязі.